# Eugenia macrocalyx
Eugenia macrocalyx är en myrtenväxtart som beskrevs av Carl Friedrich Philipp von Martius och Benjamin Daydon Jackson. Eugenia macrocalyx ingår i släktet Eugenia och familjen myrtenväxter. Inga underarter finns listade i Catalogue of Life.